# Тасыбекова, Торгын Жылкышыевна
Торгын Жылкышыевна Тасыбекова (каз. Торғын Жылқышықызы Тасыбекова; 15 августа 1938, Ынтымак, Алма-Атинская область — 18 июня 2024, Алма-Ата) — советская и казахская актриса. Народная артистка Казахской ССР (1991), Заслуженная артистка Казахской ССР (1969).

## Биография
Происходит из племени Сарыуйсын.
В 1957 году, после окончания средней школы-гимназии № 12 Алматы, поступила на актёрский факультет Алма-Атинской консерватории (мастерская Аскара Токпанова).
С 1961 года, по окончании консерватории, работала актрисой Казахского академического театра драмы им. М. Ауэзова.
Умерла 18 июня 2024 года в возрасте 85 лет.

### Семья
- Брат — Атымхан Тасыбеков (род. 1958).
- Муж — Кенжеев, Аширали (1946 — 2001), Народный артист Республики Казахстан.
  - Дочь — Айнур Айдарбекова
  - Сын — Азамат Кенже
  - Дочь — Айжан Кенже
    - Внук — Азат Жапеков
    - Внук — Арман Кенже

## Творчество
Ведущая актриса театра, сыграла большое количество главных ролей, создала образы героинь разного жанра — от лирических до драматических и комедийных — в зарубежной, русской, казахской классике и пьесах современных авторов.
В 1966 году вышел кинофильм «Крылья песни» о казахской народной певице Майре, в постановке режиссёра Азербайджана Мамбетова, где главную женскую роль Сабиры сыграла молодая Тасыбекова. Также она снялась в телефильмах «Ее домбры был верен звук», «Невозможные дети» и др. Роль бабушки Гульнары, сыгранная Торгын Тасыбековой в фильме «Оазис Любви» (2013), была тепло принята поклонниками актрисы.

## Награды
- 1969 — Заслуженная артистка Казахской ССР;
- 1991 (16 января) — почётное звания «Народная артистка Казахской ССР», за заслуги в области казахского и советского театрального искусства;
- 2011 — Орден «Курмет»;
- 2016 — Орден «Парасат»;
- обладатель государственный стипендии РК в области культуры (2016, 2017);
- Государственная стипендия Первого Президента Республики Казахстан — Елбасы в области культуры;[2]
- Юбилейная медаль «25 лет Конституции Казахстана» (Указ президента РК от 20 августа 2020 года);